# Paio Pires Gravel
Paio Pires Gravel foi um nobre Rico-Homem e cavaleiro medieval português, Foi Senhor de vastas propriedades na localidade de Silveiros (São Salvador) e na actual Aguçadoura (Póvoa de Varzim).

## Relações familiares
Casou com Ouroana Pais Correia, filha de Paio Soares Correia, Senhor do Solar de Fralães e padroeiro da Igreja de São Pedro do Monte de Fralães, Monte de Fralães e da Igreja de Viatodos, na localidade de Viatodos e de D. Gotinha Godiz, filha de D. Godinho Fafes de Lanhoso (5ª Senhor de Lanhoso), de quem teve:
1. Maria Pires Gravel (c. 1220 -?) casada com Pedro Rodrigues Pereira (1220 -?).
2. Sancha Peres da Veiga foi casada por duas vezes, a primeira com Martim Viegas Coronel de Sequeira e a segunda com Gonçalo Viegas de Portocarreiro, “O Alfeirão”.